# Сандра Калнієте
Са́ндра Ка́лнієте (латис. Sandra Kalniete) (22 листопада 1952) — латвійська політична діячка та дипломат. Міністр закордонних справ Латвії (2002—2004). Постійним представником Латвії при Організації Об'єднаних Націй (1993—1997).

## Життєпис
Народилася 22 грудня 1952 року в селищі Тогур, Томської області, РФ. Навчалася на заочному відділенні Історії та теорії мистецтва Факультету критики мистецтв Латвійської художньої академії (1975—1981). У 1995 році закінчила курси міжнародних відносин Женевського університету.
У 1981—1982 рр. — працювала швачкою у салоні «Балтіяс модес» у Виробничому об'єднанні «Дайлі». У 1983 році була призначена на посаду секретаря-референта у Спілці художників Латвійської РСР, була відповідальним секретарем у його правлінні (1987—1990). За сумісництвом працювала секретарем у видавництві «Лієсма» (1985—1987). У 1988 році вступила до Народного фронту Латвії і була обрана заступником голови. Після ухвалення Верховною Радою Латвійської РСР декларації «Про відновлення незалежності Латвії» працювала в Міністерстві закордонних справ Латвійської Республіки керівником протокольної служби (1990—1993). У кабінеті міністрів уряду Івара Годманіса обіймала посаду заступника міністра закордонних справ Латвії, потім працювала 1-м секретарем посольства Латвійської Республіки у Великій Британії. У 1992 році закінчила курси міжнародних відносин в Університеті міста Лідса. З 1993 по 1995 рік була Надзвичайним та повноважним послом Латвії в Організації Об'єднаних Націй та в європейській штаб-квартирі ЮНЕСКО у Женеві.
У 1997—2002 рр. — Надзвичайний і Повноважний Посол Латвії у Франції. У 2002 році її було затверджено на посаді міністра закордонних справ Латвійської Республіки в уряді Ейнара Репше (2002—2004). У січні 2006 року вступила до правої консервативної партії «Новий час», у листопаді того ж року була обрана від цієї партії до Сейму Латвії. У січні 2008 року вийшла з партії «Новий час» та розпочала утворення нової політичної сили «Союз громадян». У квітні створила політичну партію «Союз громадян» і стала її головою.
У червні 2009 року була обрана до Європейського парламенту від партії «Громадянський союз», де приєдналася до групи Європейської народної партії (християнських демократів). Була обрана членом комісії внутрішнього ринку та захисту споживачів та заступником голови комітету з сільського господарства та розвитку села. Заступник голови делегації Європейського парламенту в Японії та заступник голови об'єднаного парламентського комітету ЄС та Туреччини.
У 2011 році партії «Новий час», «Громадянський союз» та «Суспільство іншої політики» об'єдналися у партію «Єдність». 26 листопада 2011 року на з'їзді партії «Єдність» Сандра Калнієте була обрана її головою.

## Твори
- В бальных туфельках по сибирским снегам (2006) (рос.)